# Lee James
Pour les articles homonymes, voir James.
Lee James (né le 31 octobre 1953 et mort le 11 février 2023) est un haltérophile américain.

## Palmarès

### Jeux olympiques
- Montréal 1976
  -  Médaille d'argent en moins de 90 kg[2]

### Championnats du monde
- Championnats du monde d'haltérophilie 1976
  -  Médaille d'argent.